# Боршош-Кум'ятський Юлій Васильович
Ю́лій Васи́льович Бо́ршош-Кумня́тський (8 липня 1905, Великі Ком'яти — 28 березня 1978, Ужгород) — український поет, педагог, член Спілки письменників з 1957 року.

## Життєпис
Народився 8 липня 1905 р. в с. Великі Ком'яти у селянській родині Василя Боршоша. Родина Боршошів була багатодітною – шестеро синів і шестеро дочок. Батько мав півцевчительську освіту, був самодіяльним різьбарем і дяком у сільській греко-католицькій церкві.
Після народної школи в рідному селі закінчив знамениту Ужгородську учительську семінарію. Починаючи з 1924 року, наступні 42 трудився педагогом аж до виходу на пенсію у 1966.
У 1924-1926 роках вчителював у Великій Чингаві (тепер Боржавське) на Виноградівщині. Потім за власним бажанням перейшов на роботу у верховинські села Міжгірщини Репинне і Пилипець. У 1930 році перебрався у Рахів, де працював у горожанській (неповній середній) школі. Гуцульщина полонила його на все життя яскравою барвистістю народного одягу, душевною щедрістю гуцулів, величчю краєвидів. Тут активно включився в громадську, просвітянську роботу, підтримував тісні зв'язки з крайовою пресою, займався туризмом.
У березні 1939 року з окупацією Карпатської України гортіївською Угорщиною Ю.Боршоша заарештували. Від жорстокої розправи учителя-поета врятував рахівський священник о. Дем'янович, який буквально витяг його з ув'язнення й спонукав негайно перебратися від злих очей в село. У наступні роки працював директором початкових шкіл на Рахівщині в селах Кобилецька Поляна та Луг, важко хворів.

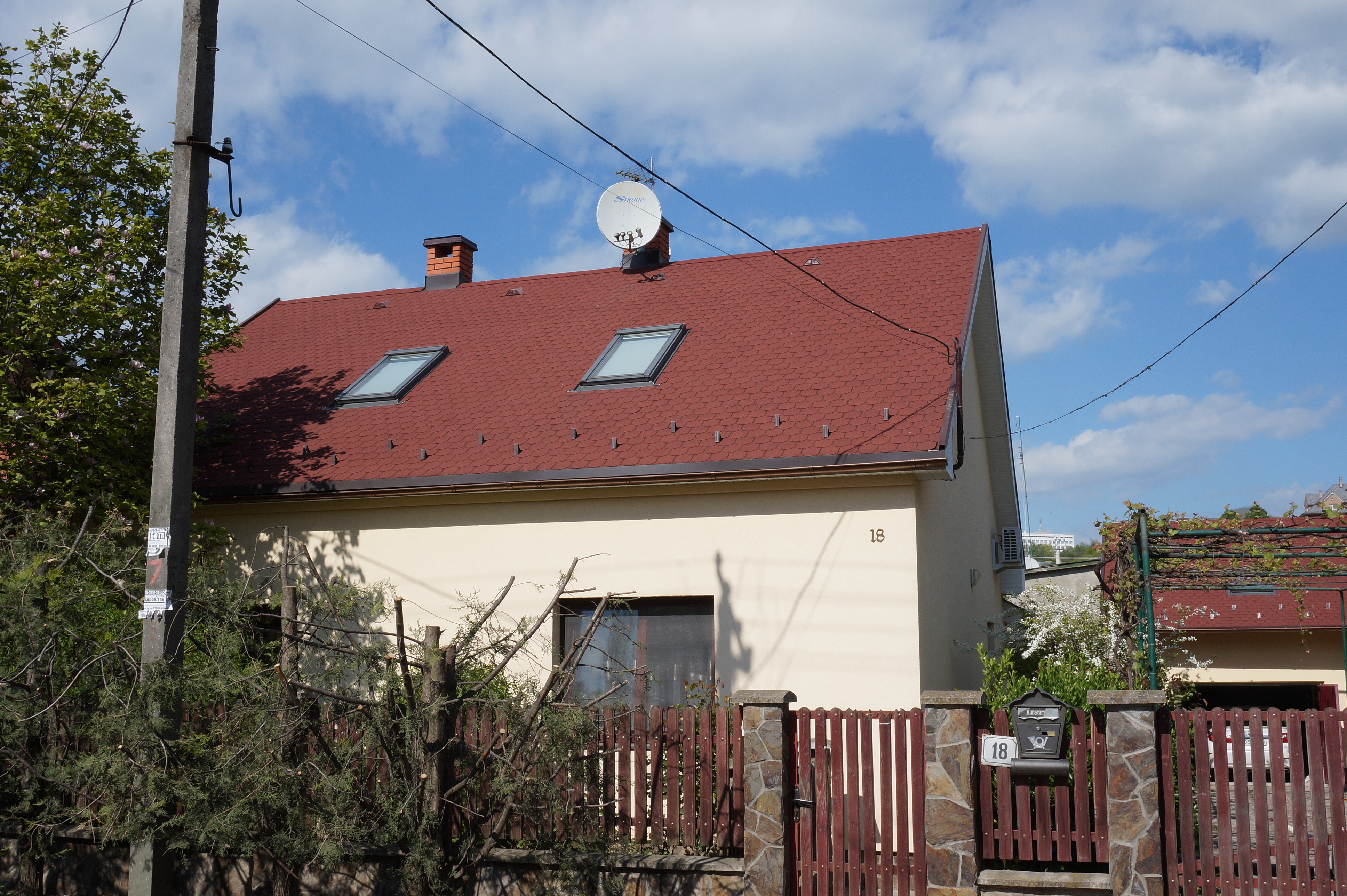
Будинок в Ужгороді, де жив Боршош-Кум'ятський

Коли у жовтні 1944 року в с. Луг увійшли радянські війська, Ю.Боршош, крім керівництва школою, займається громадською роботою, стає першим секретарем сільради. Наступного року початкову школу реорганізували у семирічку, в ній був директором до 1949 року. У 1949 році родина Боршошів переїжджає в Ужгород.
В Ужгороді Ю.Боршош працював директором станції юних натуралістів і техніків, відтак, скінчивши курси сурдопедагогіки та дефектології в Києві, трудився в школі глухонімих та допоміжній школі-інтернаті у Чертежі неподалік Ужгорода. Вранці 28 березня 1978 року Юлій Боршош-Кум'ятський помер від важкого серцевого нападу.

## Творчість
Перші його поетичні спроби належать до часів навчання в семінарії. Друкуватися почав з 1924, опублікувавши вірш «Закувала зозуленька» у журналі «Наш рідний край», що його незмінно впродовж 1922—1939 рр. редагував Олександр Маркуш. До перших книг ішов переважно на шпальтах журналів «Наш рідний край» та «Пчілка» (1923—1934) — шеф-редактором останнього був його директор і викладач педагогіки під час навчання в семінарії Августин Волошин. Друкувався також на сторінках прогресивного літературно-художнього та громадсько-політичного часопису краю, редагованого В. Гренджею-Донським, «Наша Земля», а також газети «Свобода» та «Календаря „Просвіта“ на переступний рік 1928».
Помітну роль у становленні таланту Ю. Боршоша-Кум'ятського відіграв просвітянський альманах письменників Підкарпатської Русі «Трембіта» (Ужгород: Видання Товариства «Просвіта», 1926) — тут на сторінках 32-35 з портретом автора на окремій сторінці вміщена досить поважна добірка його поезій — «Де мій край», «Тече вода попід вербник…», «Зозуленька», «Пчілка і голуб», «Ой засвіти, місяченьку». У цих періодичних виданнях побачили світ кілька десятків віршів, що започаткували його збірки поезій «Весняні квіти» (1928) — для дітей та юнацтва і «З мого краю» (1929) для дорослого читача. У 1929—1944 рр. теж активно друкувався в пресі — газетах, журналах, альманахах, що виходили в Ужгороді, Мукачеві, Севлюші, Рахові, Празі, Львові та Харкові. Особливо тісно співпрацював із журналом націоналістичної молоді Закарпаття «Пробоєм» (1933—1943), що виходив у Празі і з кінця 30-х років став загальноукраїнським літературно-художнім та громадсько-політичним місячником, де друкувалися найкращі зразки українського красного письменства. У цьому часописі, крім окремих публікацій, вийшли в одній із книжкових серій — книгозбірня «Пробоєм» — дві його збірки «В Карпатах світає» (1935) та «Кров кличе» (1938).
У 1930-ті роки поезія Ю. Боршоша-Кум'ятського долає карпатські перевали і виходить на ширші українські простори. Він друкується в альманасі «Груні — степам» (Харків, 1930), а також у журналах української патріотичної мистецької молоді Галичини «Дажбог» (1932—1935 місячник, а потім двотижневик) та «Обрії» (1936—1937, тижневик), що виходили у Львові.
За життя Ю. Боршош-Кум'ятський видрукував 13 оригінальних поетичних книг, чим не вичерпалося написане ним. У 1980 р. вийшла книга його вибраних творів «Червона калина». Людина віруюча, він пройшов з Богом у серці усім своїм свідомим життям і в глухі роки войовничого радянського атеїзму створив неперевершену досі цільну книгу духовної лірики «Христос у Карпатах». Вийшла в світ стараннями сина поета, відомого лікаря-хірурга Юлія-Богдана Боршоша (1936—2003) у 1995 р. Після цього поза збірками теж залишилося чимало творів поезії та малої прози, які склали упорядковану Юлієм-Богданом книжку «До срібних сивин» (2004), до виходу в світ якої у видавництві «Закарпаття» доклали зусиль онук автора Богдан Боршош та внучка Марта Мартин (до шлюбу Боршош).
У 2005 році у серії «Письменство Закарпаття» вийшла найповніша книга поета — «З наказу роду», над упорядкуванням якої до останніх своїх днів трудився його син Юлій-Богдан. В книзі зібрано всю творчу спадщину письменника, варту уваги сучасного читача, подано автентичні тексти всіх шести збірок 20-30-х років, а також повоєнну поезію, поезії в прозі, малу прозу та публіцистику.

## Поетичні збірки
- Весняні квіти (1928)
- З мого краю (1929)
- В Карпатах світає (1935)
- Кров кличе (1938)
- Червона калина (1980)
- Христос у Карпатах (1995)
- До срібних сивин (2004)
- З наказу роду (2005)